# پیلکو اورکو
پیلکو اورکو (به اسپانیایی: Pillku Urqu) یک کوه در پرو است که در Peru, Cusco Region واقع شده‌است. پیلکو اورکو ۴٬۴۴۸ متر بالاتر از سطح دریا واقع شده‌است.